# Víctor Andrés Catena
Víctor Andrés López (Granada, 1925 – Málaga, 2 de mayo de 2009) fue un guionista y director de cine, televisión y teatro español.

## Biografía
Catena empieza su actividad cultural Granada, donde impulsa numerosas actividades culturales, colecciones de libros, como "La nube y el ciprés", o revistas literarias como Caracol, DonAlhambro y Norma. También funda y dirige el Teatro de Cámara Universitario en Granada.
Una vez en Madrid, dirige el Teatro Popular Universitario, funda los grupos La Tarima Escénica y El Biombo y finalmente se integra en el equipo del Teatro Nacional María Guerrero. Debuta como dramaturgo con Crónica de un cobarde, estrenada en 1966 y dirigida por él mismo. También dirigió Sé infiel y no mires con quién, protagonizada por Pedro Osinaga; y Don Juan o el amor a la geometría de Max Frisch.
Apodado como Ray el Magnífico, escribió la historia de Por un puñado de dólares (1964), y Los piratas de Malasia (I pirati della Malesia) (1964), ambas junto a Jaime Comas. Dirigió El último tranvía, protagonizado por Lina Morgan. Traduce obras extranjeras, sobre todo italianas, como La casa sobre el agua de Ugo Betti. En 1981 dirige en Ronda el espectáculo homenaje a Picasso en el centenario de su nacimiento.
También fue el fundador y director del aula de Cultura de la Universidad de Granada. donde se estrenó una versión de Romeo y Julietal
Murió el 2 de mayo de 2009 a los 84 años.

## Filmografía
Como guionista
- Pánico (Bakterion) de Tonino Ricci (1982)
- Doctor, ¿estoy buena? (Una moglie, due amici, quattro amanti), de Michele Massimo Tarantini (1980)
- Cabo Blanco (Caboblanco), de J. Lee Thompson (1980)
- Ellas los prefieren... locas, de Mariano Ozores (1976)
- Tequila (Uccidi Django... uccidi per primo!!!), de Sergio Garrone (1971)
- MMM 83 - Missione Morte Molo 83, de Sergio Bergonzelli (1966)
- Tres sargentos bengalíes (I tre sergenti del Bengala), de Umberto Lenzi (1964)
- Los piratas de Malasia (I pirati della Malesia), de Umberto Lenzi (1964)
- Por un puñado de dólares (Per un pugno di dollari), de Sergio Leone (1964)
- El espontáneo, de Jorge Grau (1964)
- Sandokán, el magnífico (Sandokan, la tigre di Mompracem), de Umberto Lenzi  (1963)

Como director
- ¡Qué grande es el teatro! (1999)
- Función de tarde (1994)
- Celeste... no es un color (1993)
- El último tranvía (1990)
- Sí al amor (1986)
- La comedia musical española (1985)
- Vaya par de gemelas (1983)
- Tarde de teatro (1980)